# Langona ukualuthensis
Langona ukualuthensis là một loài nhện trong họ Salticidae.
Loài này thuộc chi Langona. Langona ukualuthensis được George Newbold Lawrence miêu tả năm 1927.